# ビデオカメラ

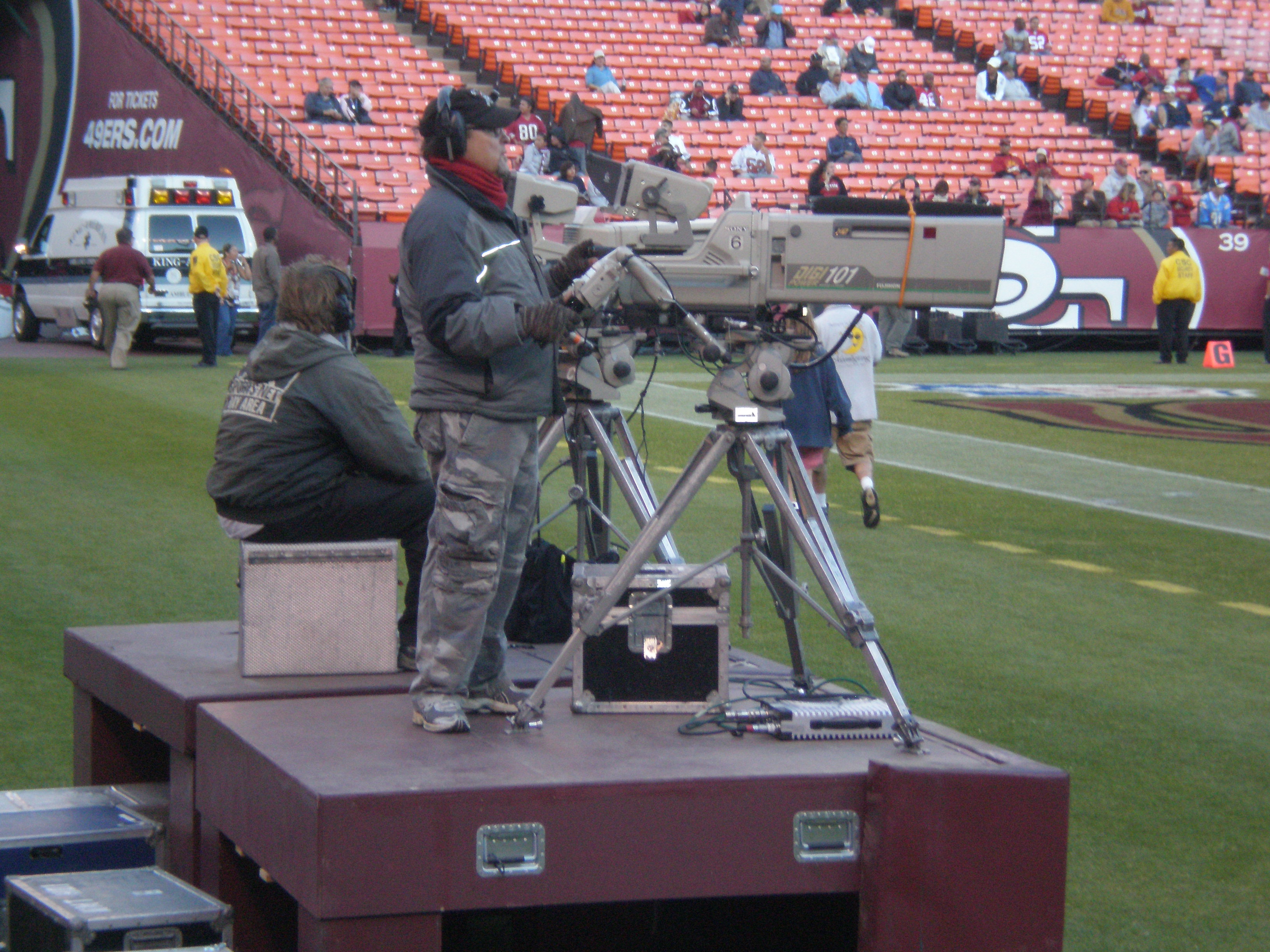
プロ野球を撮影する放送用ビデオカメラ

ビデオカメラ（video camera）とは、ビデオ（映像信号）で映像（動画）を撮影するためのカメラ。
（ビデオカメラ（カメラヘッド）と録画部（ビデオデッキ）が一体化したものについてはカムコーダも参照。）

## 概要
原理
レンズを通した映像を、古くは撮像管、現在ではCCD撮像板やCMOS撮像板などの個体撮像素子に結像させ、それを電気信号であるビデオ信号として出力する。信号は、画面を細かく区切っていきそれを端から時系列に並べたものとなる。画面の区切り方は、ビデオ信号の規格に従う。
最初に開発されたビデオカメラは撮像管と機械式シャッター（回転円盤によって機械的に画面の一部を撮影していくもの）を組み合わせたものであった。次世代のビデオカメラは、撮像管に画面の一部を切り出す機能を搭載し機械式シャッターを追放したものとなった。更にその次世代は、撮像管を廃して半導体による撮像板を採用している。
画質
画質面では、放送用、業務用カメラが高性能で、民生用カメラはそれに劣る。しかしこの差は、徐々に埋まってきている。監視用カメラでは、そもそもあまり画質は要求されない。

## 分類
ビデオカメラは、さまざまな要素から分類することができる。必須では無いが多くの製品には音声を収録するマイクや音声入力と音声信号を撮影したビデオ信号の音声領域に付加する機能が搭載されている。

### 用途
ビデオカメラには用途に応じてさまざまなものが存在する。用途で大別すると以下のような分類ができる。
1. 放送用ビデオカメラ。（英: Professional video camera、television camera）
2. 映画用カメラ（シネマカメラ）
3. 業務用ビデオカメラ。
4. 民生用ビデオカメラ。
5. 固定型ビデオカメラ。

#### 放送用ビデオカメラ

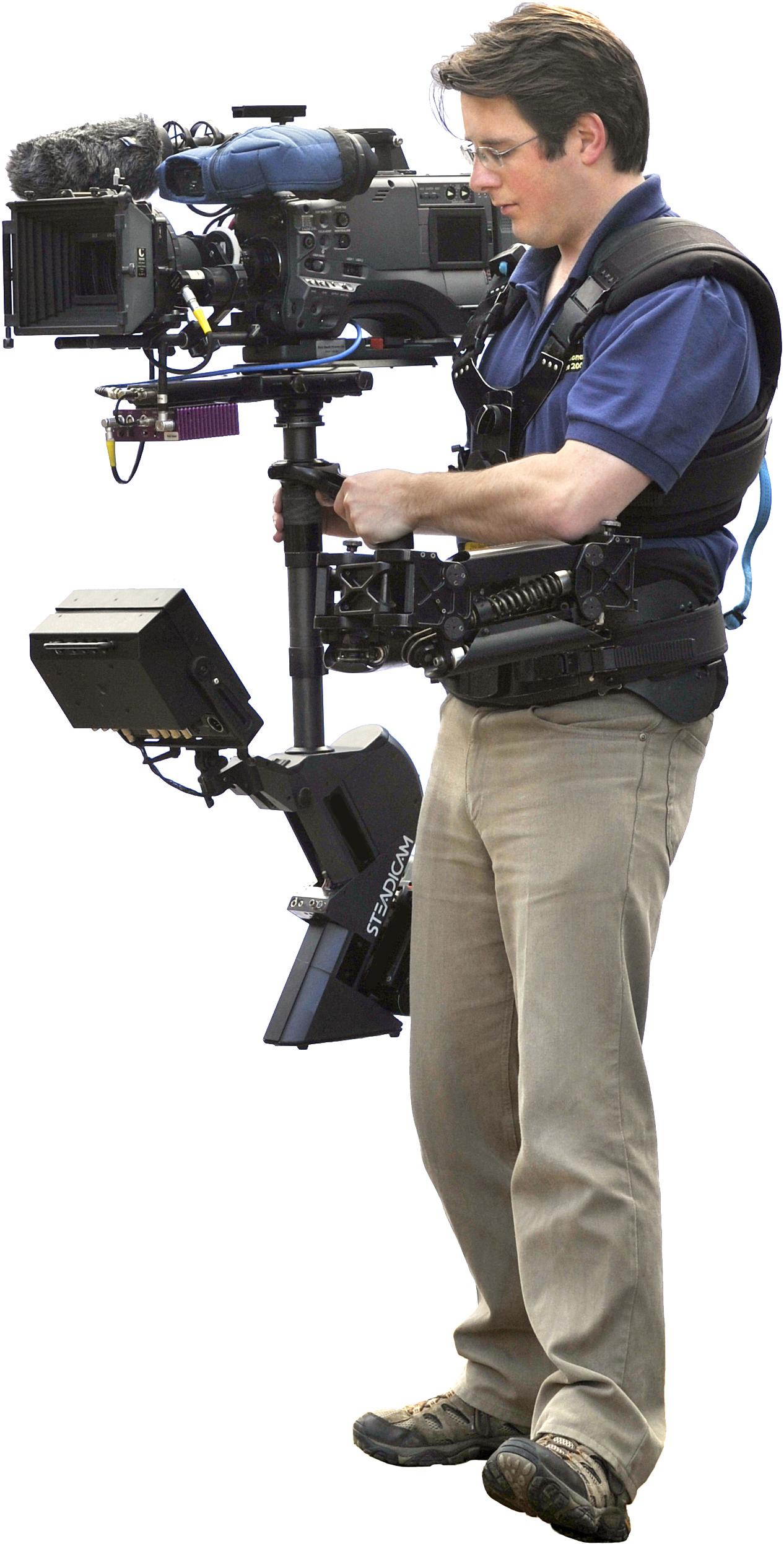
基本的なステディカムの装備。パナソニックのAG-HPX500 P2 HDカメラとChrosziel matte boxとFujinonレンズの組み合わせ。

放送用ビデオカメラは、絶対の信頼性と高画質・機動性を追求したビデオカメラの最高位に位置する存在であり、妥協を許さない製品である。
スタビライザーや三脚など関連する物品がシステム化されており、基本的には一式を導入する。
シェアのトップはソニーで、その他にパナソニックなどの総合メーカーのものがあるほか、池上通信機などの専門メーカーのものもある。

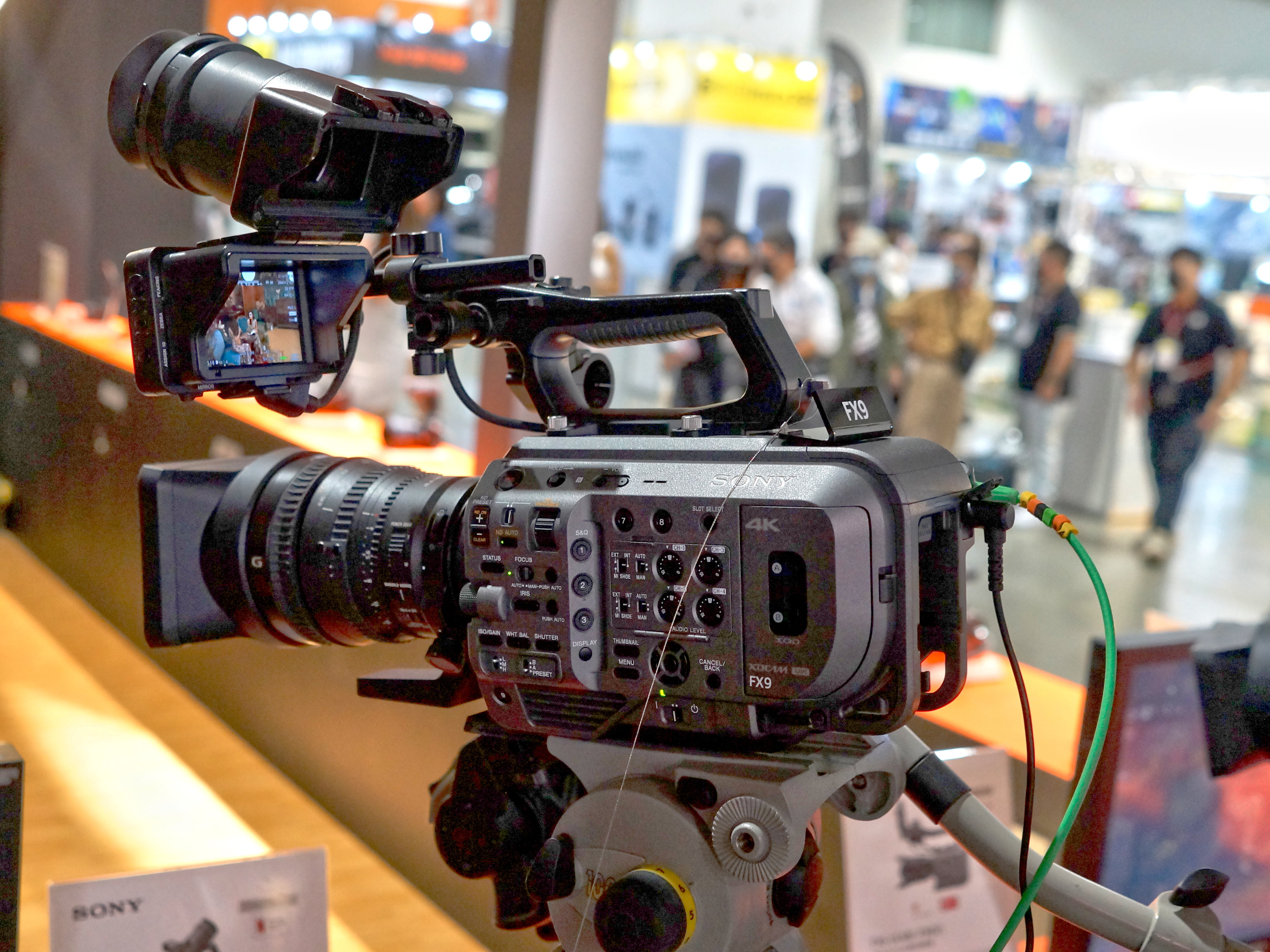
ソニーのPXWシリーズ[2]。本機はPXW-FX9V。スタジオにて、2022年
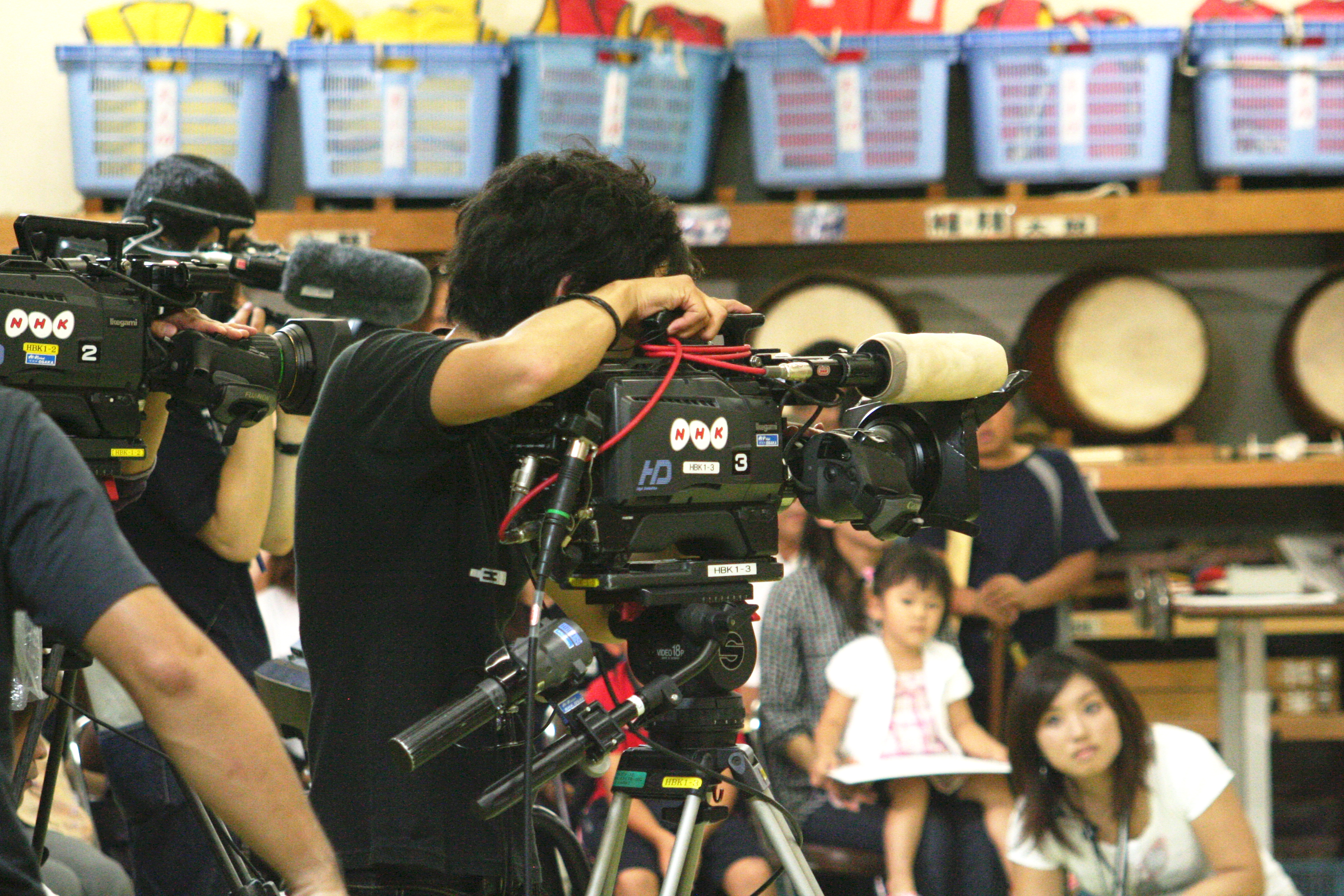
池上通信機のテレビ放送用ビデオカメラ

#### 映画撮影用ビデオカメラ

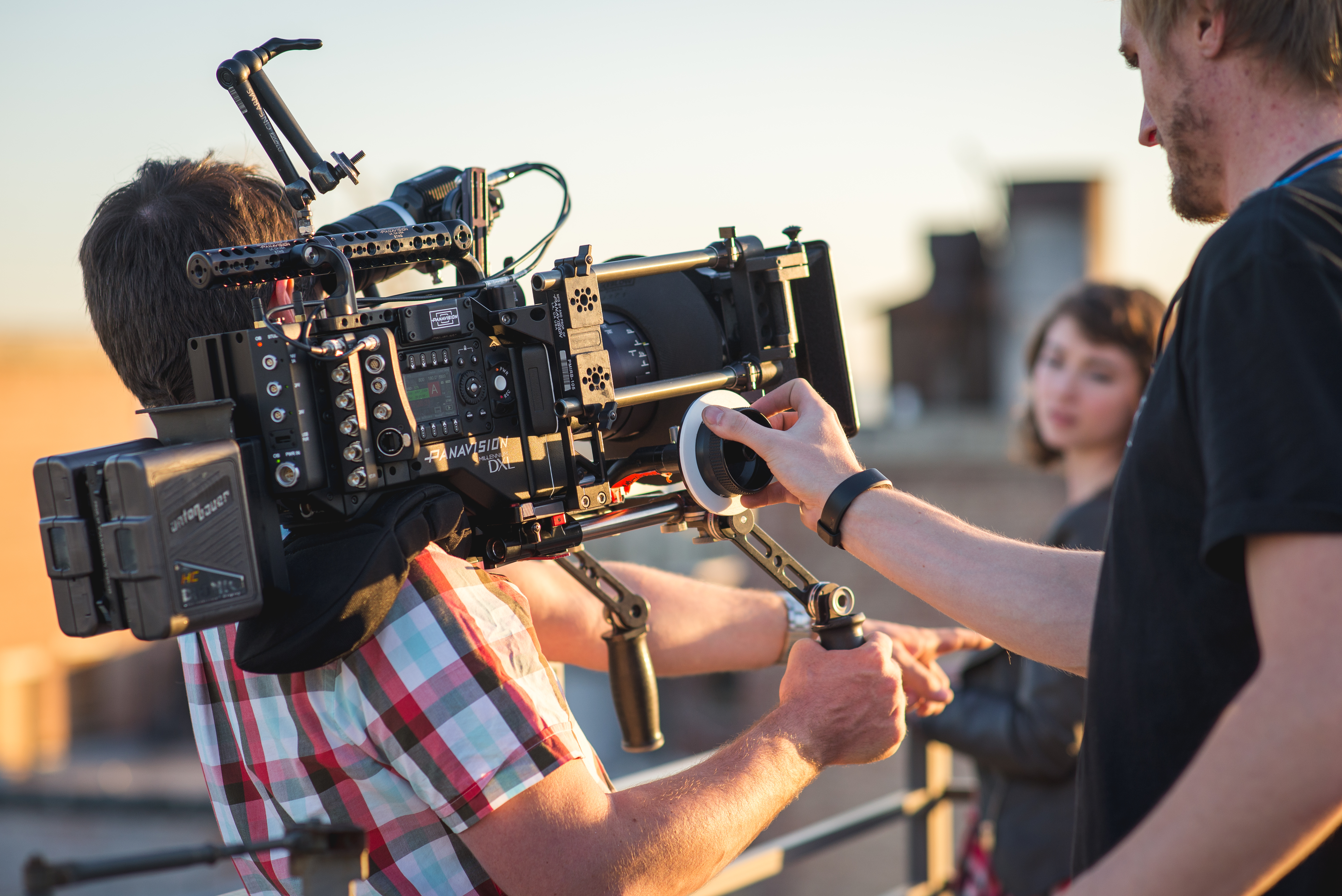
シネマカメラ。右側はフォーカスの操作を行う専門家フォーカスマン。

映画撮影に特化したカメラはシネマカメラと呼ばれる。プロによる映画の撮影のほか、CMの撮影にも使われる。設定ボタンが多くて自由度が高いかわりに操作の手間がかかるが、映画品質の映像を撮影できる。
シネマカメラではシネマレンズも重要である。映画などムービーの分野ではキャメラワークという言葉を頻繁に使うが、ムービー作品には、たとえ数十秒の作品でも2時間の作品でも《時間》の概念が存在しており、《カメラの動き》が演出の手段として重要であり、例えばパンのようにカメラを振ったり、ズームをしたり、あるいはクレーン等を使ってカメラを上下に動かしたりといった演出、すなわちキャメラワークが重要な役割を果たしており、カメラを動かせば当然、撮影対象との距離やカメラのレンズに入る光量も連続的に変化する。シネマレンズには撮影中でも自由にしかも無段階に絞りを変えられる「絞りリング」がある。シネマレンズは「フォーカスリング」も備え、これも無段階にしかもスムーズに回すことができ、シネマレンズではおよそ180度から200度と、その回転角度が決まっている。なぜ角度が決まっているかというと、例えば映画撮影の場合、フォーカスの操作はフォーカスマンという専門家が行なうのだが、フォーカスマンは被写体までの距離をメジャーで測りどのくらい回転させればフォーカスが合うかを事前に決め、撮影前にレンズに印を付けるなどということまでしてフォーカスをコントロールするくらいこまやかで正確な操作をしており、このようなフォーカスのプロにとって使いやすい角度というものがあり、フォーカスリングの回転角が大きすぎたり小さすぎたりするレンズは使いにくいのである。

#### 業務用ビデオカメラ
業務用ビデオカメラは、ビデオパッケージ（カラオケ用画像撮影・結婚式や説明用ビデオの撮影・等）など、コスト管理にシビアな映像を高画質で撮影することを主な目的としたカメラ。放送用に次ぐ高い画質とハードな使用に耐えうる堅牢性が求められ、使用するに当たってはある程度以上の知識と操作の習熟が必要である。

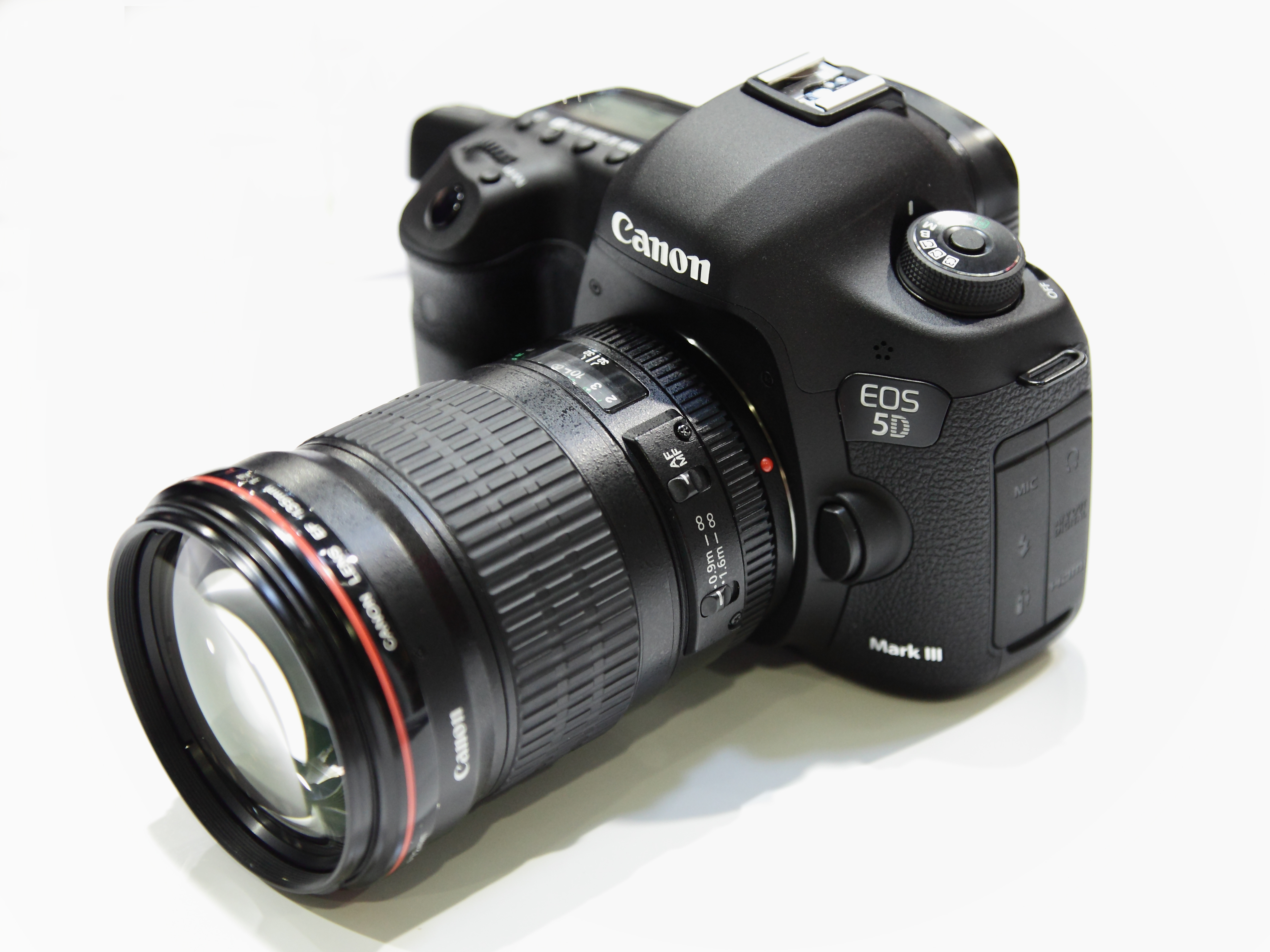
キヤノン EOS 5D Mark III
（EF 135mm F2レンズを装着）

電機メーカーや専門メーカーが放送用の下位モデルとしてラインナップしていることがある。近年では小型のカムコーダでも放送に耐えうる性能を有しており、制作会社にも導入が進んでいる。
2009年以降は、キヤノン EOS 5D Mark IIなどの動画撮影機能が標準採用のデジタル一眼レフカメラ（静止画撮影目的の一眼レフカメラ）の登場に伴い、業務用ビデオカメラの代わりにデジタル一眼レフカメラが使用されつつある。デジタル一眼レフカメラ用のスタビライザー、ヘッドフォンやマイク、外部モニタ／液晶ファインダーなど動画撮影用の機材も登場している。
業務用ビデオカメラ用として使用する記録媒体は、転送速度の速さと大容量により、CFカードが使用されている。

#### 民生用ビデオカメラ

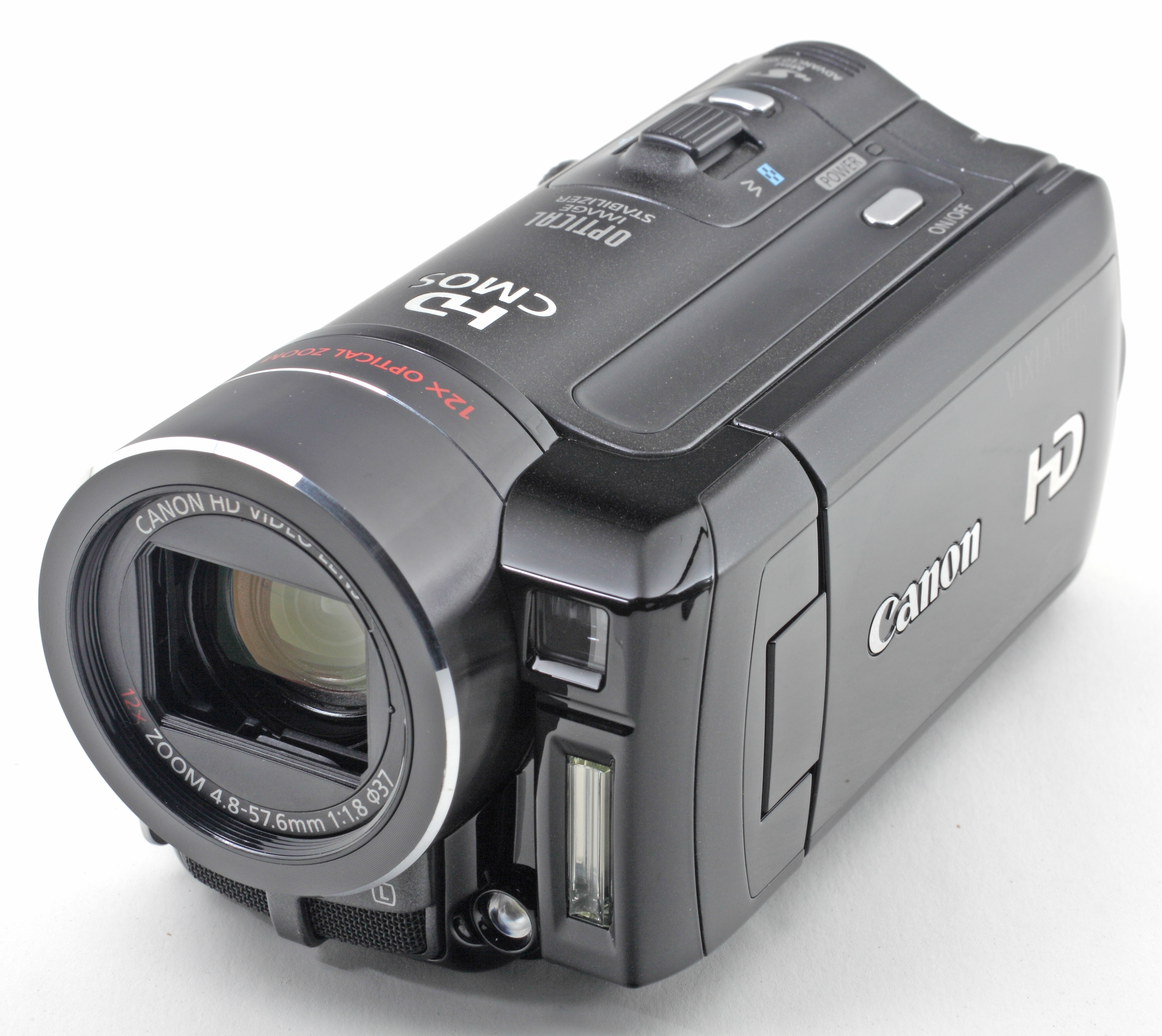
キヤノン HD 民生用ビデオカメラ（カムコーダ）

民生用ビデオカメラは、映像撮影・映像製作を業としない一般市民が、プライベートな目的で動画を気軽に撮影することを主な目的としたカメラ。画質や堅牢性については、業務用ほどは高い要求がされない反面、素人でもそこそこの動画が撮影できるような、分かりやすい操作性などが求められる。業務的な利用がなされるものと比べて、たとえば照明明度などはよりシビアな状況で使われることがあるため、最低撮影照度などでは業務用を上回る性能を持つ部分がある。また本体が小型なものが多いために手ぶれが発生しやすいことを見越し、各社とも『手ぶれ補正』などの技術を投入している。
21世紀には民生用であってもビデオパッケージには十分な映像が得られるようになり、画質を優先しなければ放送可能なレベルになっているため、メーカーでもハイエンドモデルにXLR端子を追加するなどプロユースを想定した設計を行っている。

#### 固定型ビデオカメラ

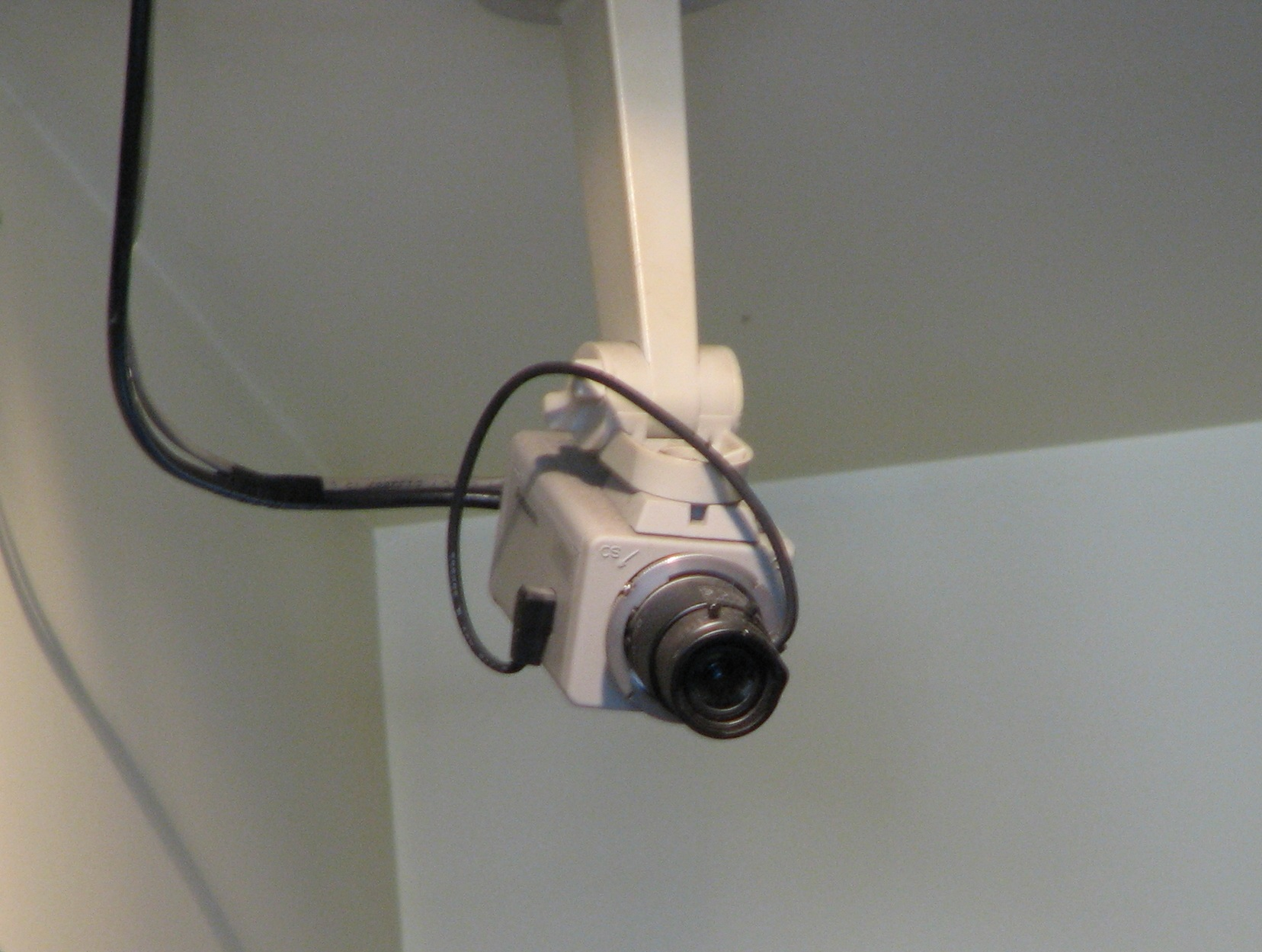
監視カメラ

固定型ビデオカメラは主に監視カメラなどに用いられるもので、高い画質は求められないが、風雨に耐える堅牢性や長時間の安定運用性能が求められる。

### 構造
ビデオカメラには、用途に応じてさまざまな構造のものがある。構造で大別すると以下のような分類ができる。
1. 撮影部分が独立したもの。
2. 撮影部分と録画部分が一体化して分割できないもの。
3. 組み立て型のもので、組み立てて一体化して使うもの。

撮影部分が独立したものは、「カメラヘッド」などとも呼ばれる。カメラヘッドからはビデオ信号を出力するライン（線）が出ており、その線をカメラ制御部（CCU）を経て必要な機材につなげて使用する。業務用ビデオカメラの一部（スタジオカメラ）や監視用ビデオカメラのほとんどがこのタイプである。ENGカメラの分野では、一体化したものが一般化する前はタイプが主流であり、カメラヘッドと録画部（ビデオデッキ）を、それぞれカメラマンとビデオエンジニアが2人がかりでかついで走り回っていた。
撮影部分と録画部分が一体化したものは、「一体型」「カムコーダ」などとも呼ばれ、単体で使用する。レンズや撮像管・CCDから構成される撮影部と、信号を録画するビデオテープレコーダ・ハードディスクレコーダ・DVDレコーダなどの録画部が一体となっている。業務用ビデオカメラの一部（ENGカメラ）と民生用カメラの大半がこのタイプである。業務用機においては、登場当初、単体のカメラヘッドよりは一体型の方が大きく重いためカメラマンの負担重量が増えるとして不評だったが、カメラマンが単独で行動できる利便性が買われて主流となった。民生用では、もともとカメラと録画部（ビデオデッキ）を一人で抱えることが多かったため、一体型は歓迎され、速やかに主流となった。
組み立て型は、「カメラヘッド」と「録画部」は別のコンポーネントとなっているが、それを組み合わせて一体型として使うことが前提とされている。業務用ビデオカメラの一部がこれに該当する。以前は業務用ENGカメラの大半がこのタイプであり、カメラヘッドと録画部を必要に応じて選択できることから、必要とするシステムを容易に組み立てられるというメリットがあった。また、カメラヘッド専業メーカーのカメラヘッドを採用する場合にはこのスタイルになるのが一般的だった。しかし録画部の形式が寡占化したことなどから組み立て式であることのメリットが薄れ、一体型にトレンドが移行した。

### 大きさ
カメラの大きさなどによっても分類が可能である。
1. スタジオカメラ。
2. 肩乗せカメラ。
3. 手持ちカメラ。
4. 据え置きカメラ。

スタジオカメラは、数十キロから、（レンズまで含めると）数百キロに達する程度の重量級カメラであり、三脚に固定するか自由にカメラを上下させる為のガススプリングを内蔵したカメラペデスタルに載せて使う。テレビ局のスタジオやスポーツ中継などに使われるタイプのものであり、もっぱら業務用である。肩乗せカメラも手持ちカメラもなかった頃（1976年以前）は、外からの中継であっても、スタジオカメラが使われていた。運搬の際はカメラヘッドとレンズは分解した状態でそれぞれの専用ケースに詰めている。スタジオカメラヘッドの代わりにファインダー+肩乗せカメラ+スタジオカメラレンズ取り付け用のアダプターを用いてスタジオカメラ用レンズと組み合わせて使用する例もある。
肩乗せカメラは、重量十数キロ程度までの比較的大型のポータブルカメラで、肩に乗せて使用する。三脚や移動台に載せて使うこともある。ある程度の重量があるためカメラブレしにくく安定した映像を撮影することができるが、軽くはないので一般人が気軽に撮影するといった用途には向かない。もっぱら業務用・ハイエンドアマチュア用である。このタイプのビデオカメラが登場したのは、撮影部（カメラヘッド）のみのものが1976年（業務用）。撮影部と録画部が一体化したカムコーダは1980年であり、こちらは最初は民生機の試作機であった（業務用機で一体型のものが登場したのは1982年）。
手持ちカメラは、重量数キロ程度までの比較的小型のポータブルカメラで、片手あるいは両手で持って使用する。ほとんどは撮影部と録画部が一体化したカムコーダ様式のものである。三脚や移動台に載せて使うことも、もちろん可能である。非常に小さなものもあるため気軽に使うことができるが、軽いことと手に持って使うというスタイルのせいでカメラブレがしやすく、見易い映像を撮影するにはかなりの鍛錬が必要である。以前はもっぱら民生用として作られており画質は明らかに見劣りのするものだったが、デジタルビデオカメラが登場したことによって業務用機なみの画質を持つものが出現し、業務用域にも食い込んできている。
据え置きカメラは、監視用カメラなどに使われるもので、小さな金具などで壁や天井などに固定して使う。リモートコントロールで角度を調整できる架台などと組み合わせて使われることもある。屋外で使用する場合は耐候性にすぐれたカメラハウジングに収めて使用する。また、非常に小さなものもある（最小では親指第一関節程度のサイズ）。
スタジオカメラ、肩乗せカメラ、手持ちカメラでは水しぶきがかかるような状況で使用する場合、機材保護のためにレンズ部分を除いて透明または黄色などの保護シートで全体を覆うことが一般的である（主に前者2種類はバラエティー番組や屋外におけるスポーツ中継に見られる）。

### 機構
機構によっても分類が可能である。
1. 3管式／3板式カメラ。
2. 単管式／単板式カメラ。
3. その他／2板式カメラ・4板式カメラ。

3管式／3板式カメラは、ダイクロイックミラー(特定の色のみを反射する特殊な鏡)によって、光の三原色である赤・青・緑色ごとに入射光をRGB3分割し、それぞれの色に対応した撮像管・撮像板を用いるという機構のもの。撮像板としてはCCDやCMOSの半導体撮像素子が使われる。3CCD／3CMOSなどとも呼ばれる。
単管式／単板式カメラは、撮像管や撮像板の前にバイヤー配列等の色フィルタを設け、一本の撮像管ないしは一枚の撮像板でカラー映像を撮影する機構のもの。
重量・サイズ・コストでは単管式／単板式が有利であるが、画質面では3管式／3板式が有利である。業務用・放送用ビデオカメラは、よほど特殊なもの以外は3管式／3板式である。民生機では、以前は3管式／3板式を採用したものは一部の高級機種に限られていたが、1990年代から民生機においても3板式が数多く登場し始め、その後はハイエンド民生機ではそれなりの勢力を持つに至っている。
なお、民生用として初の3CCD方式カメラ（ソニーCCD-VX1）が1992年9月に販売される以前に、輝度信号と色信号に分解した2CCD方式カメラ（ソニーEDC-50/EDW-75、松下NV-M10000）と、RGB信号をG/RB原色色分解した2CCD方式カメラ（ミノルタEX-1/日立VM-H1000）がリリースされ、現在も一部機種で採用されている。
また、放送用として4CCD方式カメラというのが一時期存在していた（池上HK-477、HK477P）。RGB信号のうちGチャンネルのCCDを2枚用意して、空間画素ずらしを行い、高画質、高解像度を狙ったデュアルグリーン方式と呼ばれるカメラ設計になっていたが、コストの割に画質効果が得られず、また、Gchシェードノイズ増加のため、間もなく消え去った。

## 歴史

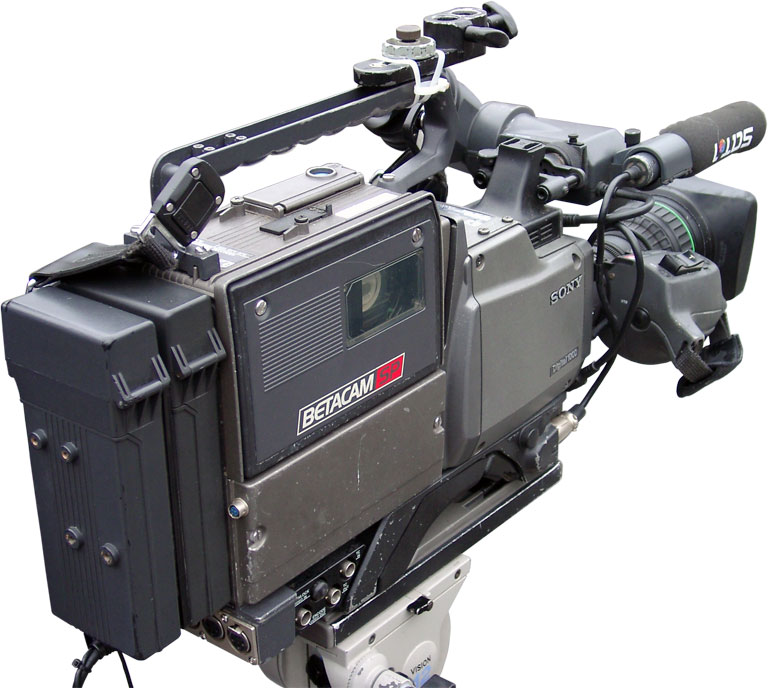
Sony BETACAM-SP 放送用、業務用ビデオカメラ「Digital 1000」

世界のビデオカメラの歴史